# Susuacanga maculicornis
Susuacanga maculicornis là một loài bọ cánh cứng trong họ Cerambycidae.